# Chepy
Chepy település Franciaországban, Marne megyében. Lakosainak száma 456 fő (2022. január 1.). Chepy Courtisols, Mairy-sur-Marne, Marson, Moncetz-Longevas, Saint-Germain-la-Ville és Sogny-aux-Moulins községekkel határos.

## Népesség
A település népességének változása:
| Lakosok száma | 248  | 348  | 351  | 374  | 426  | 427  | 429  | 440  | 446  | 456  |
|               | 1968 | 1982 | 1990 | 2006 | 2013 | 2015 | 2017 | 2019 | 2020 | 2022 |